# کرایکووا
کرایکووا (به چکی: Krajková) یک منطقهٔ مسکونی در جمهوری چک است که در ناحیه سوکولوو واقع شده‌است.